# Distigmoptera texana
Distigmoptera texana är en skalbaggsart som beskrevs av Blake 1943. Distigmoptera texana ingår i släktet Distigmoptera och familjen bladbaggar. Inga underarter finns listade i Catalogue of Life.